# Luis Argüello
Luis Javier Argüello García (ur. 16 maja 1953 w Meneses de Campos) – hiszpański duchowny katolicki, biskup pomocniczy Valladolid w latach 2016–2022, arcybiskup Valladolid od 2022.

## Życiorys

### Prezbiterat
Święcenia kapłańskie otrzymał 27 sierpnia 1986 i został inkardynowany do archidiecezji Valladolid. Po święceniach został wychowawcą w archidiecezjalnym seminarium, a w 1997 objął funkcję jego rektora. W 2011 mianowany wikariuszem generalnym archidiecezji oraz kanclerzem kurii.

### Episkopat
14 kwietnia 2016 papież Franciszek mianował go biskupem pomocniczym archidiecezji Valladolid, ze stolicą tytularną Ipagro. Sakry udzielił mu 3 czerwca 2016 kardynał Ricardo Blázquez. W latach 2018–2022 był sekretarzem generalnym Konferencji Episkopatu Hiszpanii.
17 czerwca 2022 papież Franciszek mianował go arcybiskupem Valladolid. 6 marca 2024 wybrany przewodniczącym Konferencji Episkopatu Hiszpanii.